# Ça chauffe chez Pluto
Pour plus de détails, voir Fiche technique et Distribution.
Ça chauffe chez Pluto (Pluto's Housewarming) est un court-métrage d'animation américain des studios Disney avec Pluto, sorti le 21 février 1947.

## Synopsis
Pluto vient de finir de déplacer ses os dans sa nouvelle niche lorsqu'un bébé tortue décide d'y élire domicile.

## Fiche technique
- Titre original : Pluto's Housewarming
- Titre français : Ça chauffe chez Pluto
- Série : Pluto
- Réalisation : Charles A. Nichols
- Scénario : Eric Gurney, Bill de la Torre
- Animation : Blaine Gibson, Jerry Hathcock, George Nicholas, Marvin Woodward
- Décors : Maurice Greenberg
- Layout : Karl Karpé
- Musique : Oliver Wallace
- Production : Walt Disney
- Société de production : Walt Disney Productions
- Société de distribution : RKO Radio Pictures
- Format : Couleur (Technicolor) - 1,37:1 - Son mono (RCA Sound System)
- Durée : 7 min
- Langue : Anglais
- Pays de production :  États-Unis
- Date de sortie : 
  - États-Unis : 21 février 1947[1]

## Commentaires
- Le bébé tortue était déjà apparu dans Patrouille canine (1945).